# Fotbalová reprezentace Palau
Fotbalová reprezentace Palau reprezentuje Palau v mezinárodních zápasech. 3× se zúčastnila Mikronéských her, v roce 2014 získala stříbro.

## Hráči
| Hráč                        | Datum narození | Pozice | Utkání | Góly |
| --------------------------- | -------------- | ------ | ------ | ---- |
| Stephen Stefano             |                |        | 6      | 5    |
| Armando Canseco             |                |        | 4      | 2    |
| Charles Reklai Mitchell     |                |        | 4      | 3    |
| Christian Etpison Nicolescu |                |        | 4      | 1    |
| Mohoshin Miah               |                |        | 4      | 1    |
| Lamosa Sionetuato           |                |        | 2      | 0    |
| Robert Victor Bishop Jr.    |                |        | 4      | 1    |
| Sergio Ngiraingas           |                |        | 4      | 0    |
| Scott Skebong               |                |        |        |      |
| Leif Toribiong              |                |        |        |      |
| Youri Ito                   |                |        |        |      |
| Mechesengel Roman           |                |        |        |      |
| Paulus Ngirngesechei        |                |        |        |      |
| Malakai Bitu                |                |        |        |      |
| Toni Illilau                |                |        |        |      |
| Dexter Decherong            |                |        |        |      |